# Десант у порт Маока
Десант в порт Маока відбувався в часі з 19 по 22 серпня 1945 року силами радянської Північної Тихоокеанської військової флотилії у ході Південно-Сахалінської операції, є складовою радянсько-японської війни.

## Задум операції
Отримавши повідомлення про початок перемовин щодо капітуляції японських військ в Котонському укріпленому районі, що у Південному Сахаліні — 88-а піхотна дивізія 5-го фронту, командував генерал Тоетіро Мінекі, командувач Другим Далекосхідним фронтом генерал Максим Пуркаєв наказує командиру Північної Тихоокеанської флотилії віце-адміралу Володимиру Андреєву та командуючому 16-ї армії Леонтію Чемерисову підготувати та здійснити десантну операцію по захопленню великого порту Маока з метою примусити капітулювати війська противника у цьому районі та унеможливити евакуацію на Японські острови.
Згідно задуму операції, мало відбутися висадження 113-ї стрілецької бригади та 365-го зведеного батальйону морської піхоти (командував Карам Петрович Тавхутдинов) — числом до 3400 вояків — безросередньо на причали порту вранці 20 серпня та до кінця дня розширити плацдарм в напрямі залізничних станцій Атакай і Томакай — в напрямі Тойохари включно. Формування та відбуття десанту відбувалося в головній базі флотилії — порту Совєтська Гавань.
Спішно формуються 5 загонів кораблів для виконання операції — 1-й — 2 катери «великий мисливець» та 5 «малих мисливців» — 297 автоматників, 2-й — 4 тральщики (капітан-лейтенант Георгій Йосипович Брунштейн), 820 чоловік, командир — майор Гульчак, 3-й — 3 транспорти та 2 допоміжні судна, 2334 чоловіки, 4-й — загін артилерійської підтримки, включав сторожовий корабель «Зірниця» та мінний загороджувач «Океан», і 5-й — загін охорони — 4 торпедні катери. Командиром загону висадження було призначено каперанга А. І. Леонова, самим десантом керував командир 113-ї стрілецької бригади полковник Ісидор Захарович Захаров.
В часі підготовки операції авіація флоту змогла зробити детальні фотографії порту Маока, світлини були роздані командирам кораблів та підрозділів; починаючи з 17 серпня район порту під наглядом тримала висаджена з підводного човна класу «Щ» радянська розвідувальна група. В цілому японські сили у порту та місті нараховували два піхотні батальйони, артилерійські та мінометні підрозділи, берегові частини. Загальне керівництво японськими силами здійснював командир 88-ї дивізії Кіітіро Хігучі. Згодом з'ясувалося, що в порту Маока іще 17 серпня знаходився корабель, котрий був ідентифікований як легкий крейсер та через туман не був виявлений радянською розвідкою; напередодні висадження десанту крейсер із порту відійшов.

## Хід десантування та бої
О 7-й годині ранку 19 серпня кораблі з десантом виходять із Совєтської Гавані; рух сил флоту відбувався за штормової погоди з дотриманням маскувальних заходів. Близько 7-30 20 серпня кораблі в суцільному тумані підходять до порту Маока, першими увійшли човни капітана 3-го рангу Т. Н. Дегоді, катери 1-го десантного загону висаджують групи десанту на причалах центральної та південної гаваней порту. Ветерани десанту в спогадах зазначали, що причальний кінець першого катера прийняв японець, що стояв на причалі. В тому ж часі відкривають вогонь кораблі артилерійської підтримки. Виправдалася задумка щодо несподіваності десантування; використавши плутанину та замішання, що виникли в рядах японських сил, радянські десантники протягом 40 хвилин зайняли прибережні портові споруди. Оговтавшись, сили противника починають чинити організований спротив, до обстрілу підключаються бронепоїзд, гармати, міномети та кулемети; проте перша та друга хвиля десанту вже були висаджені безпосередньо в гавані та відразу вступили у бій. Підтримка авіації в тому часі була відсутньою через туман, вогонь корабельної артилерії з цієї ж причини теж часами припинялася — видимість в імлі падала до 50 метрів. Мінний загороджувач «Океан» вогнем корабельної артилерії вивів з ладу японський бронепоїзд та кілька вогневих точок.
У часі бою група червоноармійців увійшла на територію біля будови над міським сквером, котра була японцями замінована, в часі вибуху загинуло багато солдатів. До 12-ї години порт Маока був цілком під контролем радянських військ, до 14-ї години було захоплене і місто; згідно офіційних джерел, втрати десанту склали 77 чоловік вбитими та пораненими. Ветерани десанту зазначали, що вбитих японців було велике число, їх поховали на одній із сопок; також чисельні втрати були серед городян — до 600 загинуло під час понічних спроб покинути місто, саме місто зазнало значних руйнувань і від пожеж.
Один із сторожових катерів при висадженні десанту сів на мілину, отримує ушкоджень від обстрілу японцями, по тому — від помилкового вогню з радянського сторожового корабля, був знятий з мілини та відбуксований до порту. 3 катери також зазнали незначних ушкоджень від японського обстрілу, 2 тральщики, 2 прикордонних катери та транспорт пошкодилися на підводному камінні й мілинах. На рейді Маоки було захоплено транспорт з 60 японськими військовими та ще понад 50 різних плавзасобів.
Після вибиття з міста японські частини відступають вглиб острова уздовж залізниці та шосе; тим часом батальйон радянської морської піхоти рушає узбережжям на місто Хонто, 113-а стрілецька бригада — уздовж залізниці на Отомарі та в напрямі Футамата — Осака через Комишовий перевал. Два дні продовжувалися бої на перевалі, із чисельними втратами з обидвох сторін; протягом доби було зайнято 2 залізничні станції, проте до кінця дня біля станції Футомата на пануючих висотах японські сили змогли зупинити радянський наступ та примусити наступаючих перейти до оборони. У бою біля так іменованого «Чортового мосту» загинула майже вся обслуга гармати (через заклинювання снаряда в стволі кулею з кулемета) сержанта Євгена Чапланова — вціліло 2 бійців — котрі намагалися знищити японську кулеметну позицію стрільбою прямим наведенням.
21 серпня бої біля Футамати продовжувалися, радянській піхоті допомогу надала авіація — по одним даним — здійснила 28 вильотів, по іншим — 65-ть в район Осака — Футомата; цієї підтримки було мало для продовження наступу. Решта сил флоту, задіяних в операції, не могла бути задіяна в такій віддаленій від місця висадження місцевості, окрім того, вони вже брали на той час участь у десанті в Отомарі.
22 серпня у продовженні боїв за Футомату авіація Тихоокеанського флоту здійснила 61 бойовий вилід, ліквідувавши дзотів, у ніч на 23 серпня дана залізнична станція була зайнята радянськими військами, звідтіля наступ продовжився на міста Рудака і Отомарі; батальйон морської піхти за цей час просунувся в південному напрямі з боями на 30 кілометрів.